# Funzione olomorfa
In matematica, una funzione olomorfa (composizione delle parole greche "holos", tutto e "morphe", forma; in riferimento alla capacità della derivata di rimanere uguale a sé stessa nelle trasformazioni) è una funzione definita su un sottoinsieme aperto del piano dei numeri complessi {\displaystyle \mathbb {C} } con valori in {\displaystyle \mathbb {C} } che è differenziabile in senso complesso in ogni punto del dominio. Le funzioni olomorfe sono tra gli oggetti principali dell'analisi complessa. Si dimostra che possono essere scritte ovunque come serie di potenze convergenti. Detto in altri termini, sono funzioni analitiche, e il termine "funzione analitica" viene utilizzato come sinonimo di funzione olomorfa.
La differenziabilità in senso complesso di una funzione complessa è una condizione molto più stringente della differenziabilità reale in quanto implica che la funzione sia infinite volte differenziabile e che possa essere completamente individuata dalla sua serie di Taylor. In alcuni testi le funzioni olomorfe (e le loro derivate) definite su un aperto sono dette funzioni analitiche.
In tale contesto si definisce biolomorfismo fra due insiemi aperti di {\displaystyle \mathbb {C} ^{n}} una funzione olomorfa che sia iniettiva, suriettiva, e la cui inversa è anch'essa olomorfa.

## Definizione
Sia {\displaystyle U} un sottoinsieme aperto del piano complesso {\displaystyle \mathbb {C} }. Una funzione {\displaystyle f:U\to \mathbb {C} } è differenziabile in senso complesso ({\displaystyle \mathbb {C} }-differenziabile) in un punto {\displaystyle z_{0}} di {\displaystyle U} se esiste il limite:
{\displaystyle f'(z_{0})=\lim _{z\rightarrow z_{0}}{f(z)-f(z_{0}) \over z-z_{0}}}
Il limite va inteso in relazione alla topologia del piano. In altre parole, per ogni successione di numeri complessi che convergono a {\displaystyle z_{0}} il rapporto incrementale deve tendere allo stesso numero, indicato con {\displaystyle f'(z_{0})}.
La funzione {\displaystyle f} è olomorfa in {\displaystyle U} se è differenziabile in senso complesso in ogni punto {\displaystyle z_{0}} dell'aperto {\displaystyle U}. Si dice inoltre che {\displaystyle f} è olomorfa nel punto {\displaystyle z_{0}} se è olomorfa in qualche intorno del punto e più in generale che  {\displaystyle f} è olomorfa in un insieme non aperto {\displaystyle A} se è olomorfa in un aperto contenente {\displaystyle A}.

## Equazioni di Cauchy-Riemann
La relazione tra la differenziabilità di funzioni reali e funzioni complesse è data dal fatto che se una funzione complessa 
{\displaystyle f(z)=f(x+iy)=u(x,y)+i\,v(x,y)}
è olomorfa allora {\displaystyle u} e {\displaystyle v} possiedono derivate parziali prime rispetto a {\displaystyle x} e {\displaystyle y}, e tali derivate soddisfano le equazioni di Cauchy-Riemann:
{\displaystyle {\frac {\partial u}{\partial x}}={\frac {\partial v}{\partial y}}\qquad {\frac {\partial u}{\partial y}}=-{\frac {\partial v}{\partial x}}\,}
In modo equivalente, la derivata di Wirtinger {\displaystyle \partial f/\partial {\overline {z}}} di {\displaystyle f} rispetto al complesso coniugato {\displaystyle {\overline {z}}} di {\displaystyle z} è nulla.

## Proprietà di base

### Relazione con la differenziabilità
Tramite l'identificazione standard di {\displaystyle \mathbb {C} } con {\displaystyle \mathbb {R} ^{2}}, una funzione olomorfa è in particolare una funzione differenziabile da un aperto di {\displaystyle \mathbb {R} ^{2}} in {\displaystyle \mathbb {R} ^{2}}. Non è però vero l'opposto: una funzione differenziabile non è necessariamente olomorfa. Le equazioni di Cauchy-Riemann descrivono una condizione necessaria e sufficiente affinché una funzione differenziabile sia olomorfa.

### Operazioni
Le usuali regole di derivazione definite solitamente in ambito reale restano valide nel campo complesso.

### Mappa conforme
Una funzione olomorfa avente derivata sempre diversa da zero è una mappa conforme, una mappa che non cambia gli angoli (ma può cambiare aree e lunghezze). Infatti una funzione olomorfa con derivata non nulla è una funzione localmente approssimabile da una funzione lineare complessa del tipo
{\displaystyle f(z)=az}
per qualche numero complesso {\displaystyle a\neq 0}. Le mappe lineari di questo tipo sono conformi; infatti,
scrivendo {\displaystyle a=re^{i\theta }}, si ottiene
{\displaystyle f(z)=re^{i\theta }z}
e quindi la moltiplicazione per {\displaystyle a} è geometricamente la composizione di una rotazione di angolo {\displaystyle \theta } e di una omotetia di fattore {\displaystyle r}: entrambe queste operazioni sono mappe conformi.

## Esempi

### Funzioni intere
Tutte le funzioni polinomiali nella variabile complessa {\displaystyle z} con coefficienti complessi sono olomorfe sull'intero {\displaystyle \mathbb {C} }, cioè sono funzioni intere.
Sono funzioni intere anche la funzione esponenziale complessa e le funzioni trigonometriche nella {\displaystyle z}. (In effetti le funzioni trigonometriche sono esprimibili come composizioni di varianti della funzione esponenziale attraverso la formula di Eulero).

### Funzioni non intere
La funzione {\displaystyle f(z)=1/z} è olomorfa sul piano complesso privato dell'origine:
{\displaystyle \mathbb {C} \setminus \{0\}}
Il ramo principale della funzione logaritmo {\displaystyle \ln(z)} è olomorfo sul piano complesso privato del semiasse reale negativo:
{\displaystyle \mathbb {C} \setminus \{x,y\in \mathbb {R} \ |\ y=0,x<0\}}
La funzione radice quadrata può essere definita come 
{\displaystyle {\sqrt {z}}=e^{{\frac {1}{2}}\ln z}}
e di conseguenza è olomorfa in tutti i punti del piano complesso nei quali lo è la funzione logaritmo.

### Funzioni non olomorfe
Gli esempi base di funzioni complesse non olomorfe sono la coniugazione complessa, il passaggio alla parte reale (o immaginaria) e la funzione valore assoluto.

## Funzioni analitiche

### Funzione analitica
Contrariamente a quanto accade per le funzioni derivabili in ambito reale, una funzione olomorfa è automaticamente derivabile infinite volte. La funzione è anche localmente espressa da una serie di potenze convergente, ovvero è analitica: per ogni punto {\displaystyle z_{0}} del dominio esiste un {\displaystyle r>0} tale che la propria serie di Taylor
{\displaystyle f(z)=\sum _{n=0}^{\infty }{\frac {f^{(n)}(z_{0})}{n!}}(z-z_{0})^{n}}
centrata in {\displaystyle z_{0}} è convergente sul disco aperto di raggio {\displaystyle r} centrato in {\displaystyle z_{0}}
{\displaystyle \Delta =\{z\ |\ |z-z_{0}|<r\}}
e coincide con {\displaystyle f} su questo disco. In altre parole, una funzione olomorfa è localmente esprimibile come serie di potenze.
La serie di Taylor può convergere su un disco più grande, non necessariamente contenuto nel dominio: questo accade ad esempio nella funzione logaritmo definita sopra, qualora si prenda un punto {\displaystyle z_{0}} vicino al semiasse reale. Questo fenomeno è chiamato prolungamento analitico.

### Formula integrale di Cauchy
La formula integrale di Cauchy è uno strumento molto potente in analisi complessa, che non ha analogie nell'analisi reale. Tale formula mette in relazione il valore di una funzione in un punto con un integrale lungo una curva che lo racchiude.

### Teorema di Liouville
Il teorema di Liouville asserisce che se una funzione intera ha modulo limitato su tutto il piano complesso allora è costante.

## Funzioni olomorfe in più variabili
Una funzione complessa di più variabili è una funzione del tipo
{\displaystyle f:A\to \mathbb {C} ^{m}}
definita su un aperto {\displaystyle A} di {\displaystyle \mathbb {C} ^{n}}. Questa è olomorfa in un punto
se è localmente sviluppabile (all'interno di un polidisco, cioè all'interno di un prodotto cartesiano di dischi centrato nel punto) come serie di potenze convergente. Si osserva che questa condizione è più forte delle equazioni di Cauchy-Riemann; in effetti essa può essere espressa nella forma seguente:
Una funzione di più variabili complesse a valori complessi è olomorfa se e solo se soddisfa le equazioni di Cauchy-Riemann ed è localmente a quadrato sommabile.

## Biolomorfismi
Un biolomorfismo fra due insiemi aperti {\displaystyle A} e {\displaystyle B} di {\displaystyle \mathbb {C} ^{n}} è una funzione olomorfa {\displaystyle f:A\to B} che è iniettiva, suriettiva, e la cui inversa è anch'essa olomorfa. In altre parole, un biolomorfismo è un isomorfismo nella categoria dell'analisi complessa.
Si dimostra in realtà che una funzione iniettiva è sempre un biolomorfismo sulla sua immagine. Di conseguenza, una funzione olomorfa biunivoca è automaticamente un biolomorfismo.